# Yannick Jauzion
Yannick Jauzion (Castres, Tarn, 28 de julio de 1978) es un exjugador francés de rugby que se desempeñaba en la posición de centro en el Stade Toulousain. Fue miembro de la Selección de rugby de Francia desde el 2001 hasta el 2011, cuando se quedó fuera de la lista de convocados para la Copa Mundial de Rugby de 2011, junto con otros veteranos como Sébastien Chabal y Clément Poitrenaud.

## Carrera
Comenzó a jugar en el SC Graulhet cuando iba al colegio en categoría junior, hasta que debutó profesionalmente con el mismo equipo en el año 1997, hasta su marcha en el 2000. Luego de pasar dos temporadas en el Colomiers, del 2000 al 2002, fichó por el Stade Toulousain, coincidiendo con muchos de sus compañeros en la selección. Con el Toulose ganó en tres ocasiones la Copa de Europa (2003, 2005 y 2010), además de haber sido finalista en otras dos veces. También ha ganado tres ligas de Francia repartidas en los años 2008, 2011 y 2012. En las semifinales de la Copa de Europa de 2010, anotó un try en el minuto 58, ante el Leinster Rugby, logrando el pase a la final por 26-16. En los cuartos de final de dicho campeonato, logró otro try frente a Stade Français Paris. En las tres victorias de la Copa de Europa, fue titular en la final las tres ocasiones. En total, ha jugado 73 partidos en la Copa de Europa, convirtiendo 17 tries y 1 conversión.
Fue elegido como mejor centro del mundo en 2005 junto con Tana Umaga por la World Rugby. Ese mismo año, recibió el Oscar du Midi olympique otorgado al mejor jugador del año en la liga francesa. En 2007, fue uno de los cinco candidatos finales a ser elegido Mejor Jugador del Mundo, pero finalmente se lo llevó Bryan Habana. Se retiró en 2013.
Jauzion graduó de École d'ingénieurs de Purpan.

## Palmarés

### Club

#### Toulousain
- Campeón del Top 14 de 2008, 2011 y 2012.
- Campeón de la Copa de Europa de 2003, 2005 y 2010.

### Selección nacional

#### Copa del mundo
| Edición        | Posición | Resultados de Francia | Resultados de Jauzion | Partidos jugados de Jauzion |
| -------------- | -------- | --------------------- | --------------------- | --------------------------- |
| Australia 2003 | 4º       | 5 v, 0 n, 2 d         | 3 v, 0 n, 1 d         | 4/7                         |
| Francia 2007   | 4º       | 4 v, 0 n, 3 d         | 4 v, 0 n, 2 d         | 6/7                         |

Leyenda: V = Victoria ; N = Empate ; D = Derrota.

#### Torneo de las Seis Naciones
| Edición            | Posición   | Resultados de Francia | Resultados de Jauzion | Partidos jugados de Jauzion |
| ------------------ | ---------- | --------------------- | --------------------- | --------------------------- |
| Seis naciones 2004 | Grand Slam | 5 v, 0 n, 0 d         | 5 v, 0 n, 0 d         | 5/5                         |
| Seis naciones 2005 | 2º         | 3 v, 0 n, 2 d         | 2 v, 0 n, 1 d         | 3/5                         |
| Seis naciones 2007 | Campeón    | 4 v, 0 n, 1 d         | 4 v, 0 n, 1 d         | 5/5                         |
| Seis naciones 2008 | 3º         | 3 v, 0 n, 2 d         | 1 v, 0 n, 1 d         | 2/5                         |
| Seis naciones 2009 | 3º         | 3 v, 0 n, 2 d         | 3 v, 0 n, 2 d         | 5/5                         |
| Seis naciones 2010 | Grand Slam | 5 v, 0 n, 0 d         | 5 v, 0 n, 0 d         | 5/5                         |
| Seis naciones 2011 | 2º         | 3 v, 0 n, 2 d         | 1 v, 0 n, 2 d         | 3/5                         |

Leyenda: V = Victoria ; N = Empate ; D = Derrota.

#### Consideraciones personales
- 2005 - Mejor centro del Mundo junto con Tana Umaga según la WR.
- 2007 - Nominado al Mejor Jugador del Mundo.
- 2010 - Mejor centro de los primeros 15 años de la Copa de Europa.